# Senatfastigheter

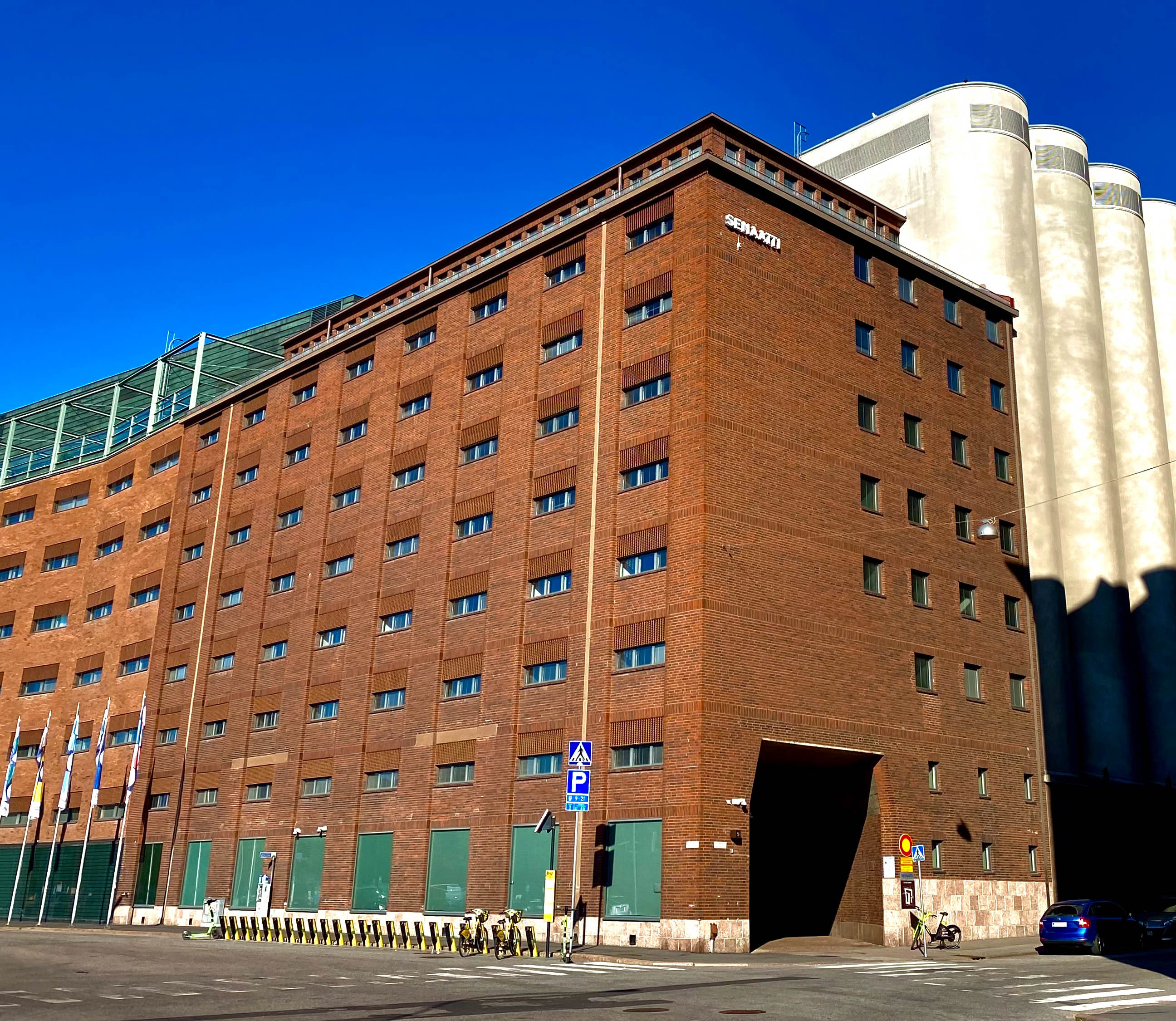
Senatfastigheters huvudkontor i Sörnäs.

Senatfastigheter (finska: Senaatti-kiinteistöt) är ett statligt affärsdrivande verk i Helsingfors, grundat 1999, med lagstadgad uppgift att förvalta finländska statens fastighetstillgångar. 
Statens fastigheter förvaltades till 1995 av Byggnadsstyrelsen, därefter av Statens fastighetsverk och regionala instanser, tills Senatfastigheter grundades 1999. I dag förvaltar Senatfastigheter omkring 12 700 byggnader (2009), värderade till 5,8 miljarder euro. Verket finansierar sin verksamhet genom hyror och arvoden och ingår inte i statsbudgeten utan har sin egen budget; det omsatte 2008 673 miljoner euro. Kundkretsen utgörs av bland annat statliga ämbetsverk, ministerier, högskolor och institutioner.